# らくらくホン8
らくらくホン8（らくらくホン エイト）は、富士通が開発した、NTTドコモの第三世代携帯電話 (FOMA) 端末。docomoらくらくホンシリーズの端末で、正式な型番はF-08F（エフ ゼロ はち エフ）である。

## 概要
らくらくホン7の後継機にあたる、らくらくホンシリーズのスタンダードモデルで、約4年ぶりの発売となる。
本機種では絵文字がコミカルに動く「デコメ絵文字」の種類が2倍以上となる440種類に増加。収録辞書がらくらくホン7の広辞苑から学研モバイル国語辞典に変更となっている（学研モバイル和英辞典・学研モバイル英和辞典はらくらくホン7から引き続き搭載）。
なお、外形寸法、ディスプレイサイズ（メイン・サブとも）、ボタン配列、プリインストールiアプリはらくらくホン7と同じで、「スーパーはっきりボイス3」・「ゆっくりボイス」・「スーパーダブルマイク2」などの親切機能、画像処理エンジン「GRANVU（グランビュー）」・自動シーン認識機能・追尾フォーカスなどを備えたカメラ機能、「お知らせ光ガイド」・「使い方ガイド」などのあんしん機能、防水（IPX5/IPX8等級相当）・防塵（IP5X等級相当）はらくらくホン7から踏襲される。また、「らくらくiメニュー」・「らくらくコミュニティ」は本機種にも対応している。
2016年11月2日にiモードケータイの出荷を同年中に終了することが発表された際に、本機種とらくらくホン ベーシック4については出荷を継続するとしていたが、いずれも2017年6月までに販売を終了している（公式サイトの製品情報がなくなっている）。この結果、iモード対応の携帯電話は全て販売終了となった。
| 主な対応サービス                   | 主な対応サービス                    | 主な対応サービス                       | 主な対応サービス                                 |
| ---------------------------------- | ----------------------------------- | -------------------------------------- | ------------------------------------------------ |
| タッチパネル                       | FOMAハイスピード7.2Mbps             | Bluetooth                              | DCMX／おサイフケータイ                           |
| iアプリオンライン／地図アプリ      | 直感ゲーム／メガiアプリ             | iウィジェット                          | マチキャラ／iコンシェル                          |
| ホームU／ポケットU                 | GPS／ケータイお探し                 | デコメール／デコメ絵文字／デコメアニメ | iチャネル                                        |
| 着もじ                             | テレビ電話／キャラ電                | 電話帳お預かりサービス                 | フルブラウザ                                     |
| おまかせロック／バイオ認証         | 外部メモリーへiモードコンテンツ移行 | トルカ                                 | iC通信                                           |
| きせかえツール／ダイレクトメニュー | バーコードリーダ／名刺リーダ        | 2in1                                   | エリアメール／ソフトウェアーアップデート自動更新 |
| GSM／3Gローミング（WORLD WING）    | 着うたフル／うた・ホーダイ          | Music&Videoチャネル／ビデオクリップ    | デジタルオーディオプレーヤー                     |

## 歴史
- 2014年（平成26年）7月23日：開発を発表、事前予約開始[4] 。
- 2014年（平成26年）9月12日：発売[5]。